# Джим Шерідан
Джеймс Шерідан (англ. James Sheridan; 24 листопада 1952, Глазго — 23 вересня 2022) — політик британської Лейбористської партії, член парламенту (МП) від Пейслі та Північного Ренфруширу, колишнього Ренфрюшира Західного, з 2001 до 2015 рік.

## Ранні роки
Народився у Глазго та навчався у початковій школі Св. Сікста та середній школі Св. Пія у Драмчапелі. Перш зайнятися політикою, працював на корабельнях з 1970 до 1978 рік, потім друкарем для «Paisley Daily Express» з 1978 до 1984 рік, потім для Thales Optronics (Barr and Stroud до 2001 року) у Глазго, де він був головою профспілок TGWU з 1984 до 2000 рік. Він також працював у Ренфрюширській раді з 1999 року, представляючи Ерскін Централ.

## Парламентська кар'єра
Шерідан був членом парламенту від Західного Ренфрюшира від виборів 2001 року до скасування виборчого округу у 2005 році. Шерідан ініціював законопроєкт, який призвів до Закону про організаторів (ліцензування) 2004 року.
Після виборів 2005 року отримав призначення особистим парламентським секретарем у Міністерстві оборони. Пішов у відставку 9 серпня 2006 року на знак протесту проти політики уряду щодо ізраїльсько-ліванського конфлікту 2006 року, зокрема дозволу літакам з американською зброєю Ізраїлю дозаправлятися у Великій Британії. Був рішучим прихильником спікера Палати представників Майкла Мартіна під час скандалу з витратами на вторинне житло, наприклад, заявивши у програмі «Сьогодні» на Radio 4 (18 травня 2009 року), що Мартін не знав про претензії щодо витрат депутатів.
У листопаді 2008 року Шерідан подав до Палати громад першу заяву про підтримку футбольної команди Великої Британії на Олімпійських іграх 2012 року, заявивши, що футбол «не має відрізнятися від інших спортивних змагань, і нашим молодим талантам слід дозволити продемонструвати свої навички на світовій арені». Футбольні керівні органи Шотландії, Уельсу та Північної Ірландії виступають проти створення команди Великої Британії, побоюючись, що це завадить їм змагатися як окремим націям в майбутніх турнірах.
У лютому 2013 року Шерідан проголосував проти Шлюбного закону (одностатеві пари) 2013 року, не схвалюючи легалізацію одностатевих шлюбів в Англії й Уельсі. Депутат відмовився голосувати у третьому й останньому читанні законопроєкту.
У 2009 році газета «Дейлі телеграф» повідомила, що член парламенту від Лейбористської партії зажадав 42-дюймовий плазмовий телевізор вартістю 699,99 фунта стерлінгів, шкіряне ліжко й інші меблі на тисячі фунтів стерлінгів зі своїх парламентських надбавок. Він захистив свої витрати як «уповноважені Управлінням зборів і квитанції були надані для спростування претензій».
Він був одним із 16 підписантів відкритого листа до Еда Мілібенда у січні 2015 року, в якому закликали партію взяти на себе зобов'язання протистояти подальшій жорсткій економії, повернути залізничні франшизи у державну власність і зміцнити механізми колективних переговорів.

## Післяпарламентська кар'єра
У травні 2017 року Шерідана обрано радником вдруге як представника Лейбористської партії Г'юстона, Кросслі та Лінвуда у Раді Ренфрюшира.
18 серпня 2018 року Шерідана виключено з Лейбористської партії за звинуваченням в антисемітизмі після його публікації у Facebook: «Майже все своє доросле життя я дуже поважав і співчував єврейській громаді та її історичним стражданням. Не через те, що вони та їхні змовники-блеристи роблять з моєю партією та багатостраждальним народом Британії, якому потрібен радикальний лейбористський уряд». Його поновлено на посаді у лютому 2019 року, але він отримав нагадування про партійну поведінку. Він прокоментував: «Я залишаюся з думкою, що мої обвинувачі були введені в оману та надмірно відреагували на те, що мало підкреслити моє особисте розчарування та критику тих, хто має намір підірвати наше лідерство в Шотландії та Великій Британії. Я також хотів би ще раз принести свої щирі вибачення єврейській громаді, чию історичну боротьбу я підтримував усе своє політичне життя».
У червні 2019 року Шерідана призначено заступником лідера лейбористської групи Ренфрюширської ради. Він підтримав Моніку Леннон на виборах очільників шотландських лейбористів у 2021 році.

## Особисте життя та смерть
Жив в Ерскіні, графство Ренфрюшир, зі своєю дружиною Джин. Пара виховувала сина та доньку.
Помер у наслідок хвороби 23 вересня 2022 року у віці 69 років.